# Västra Tarvobron

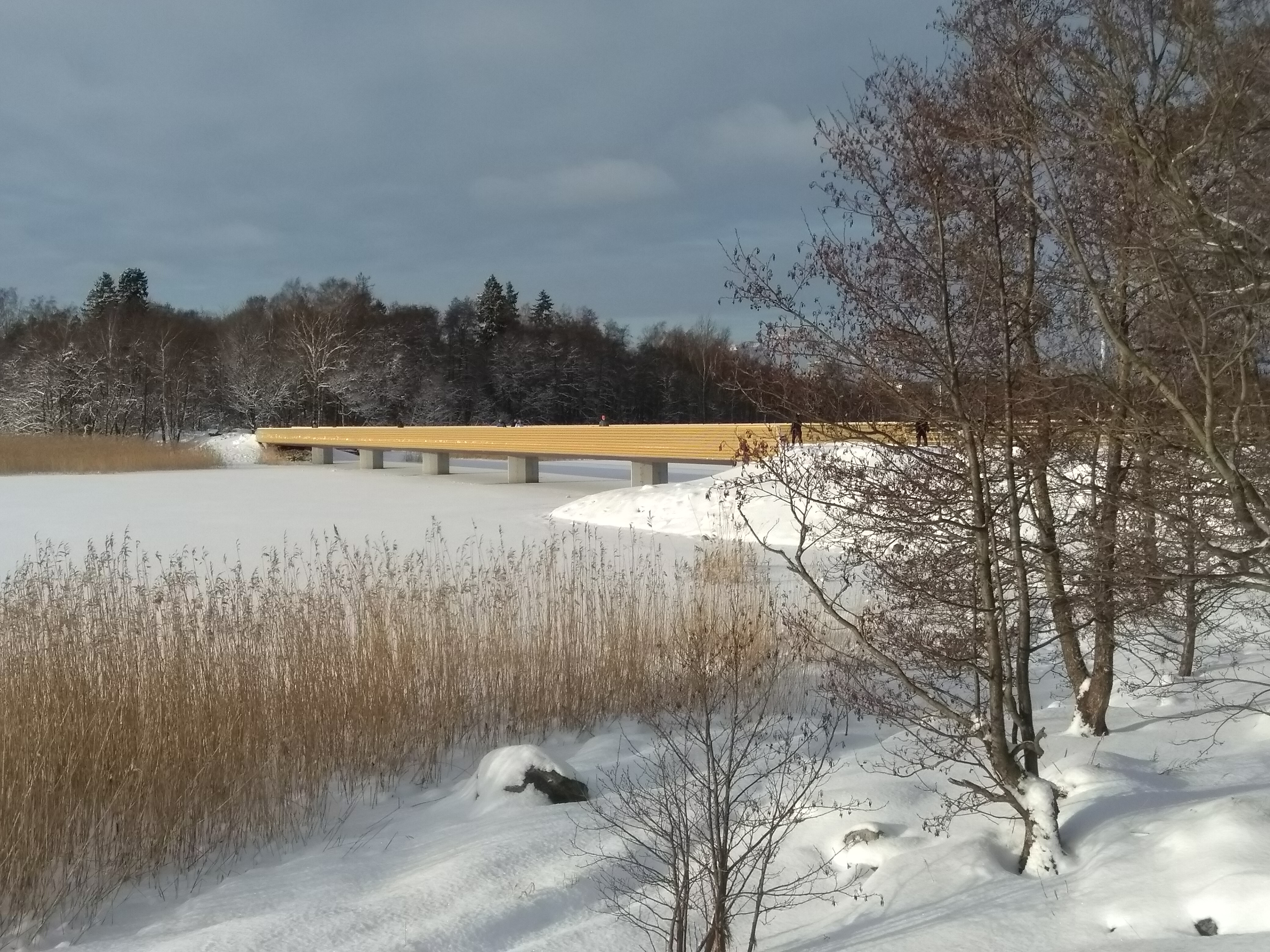
Nyaste Västra Tarvobron, byggd 2020.

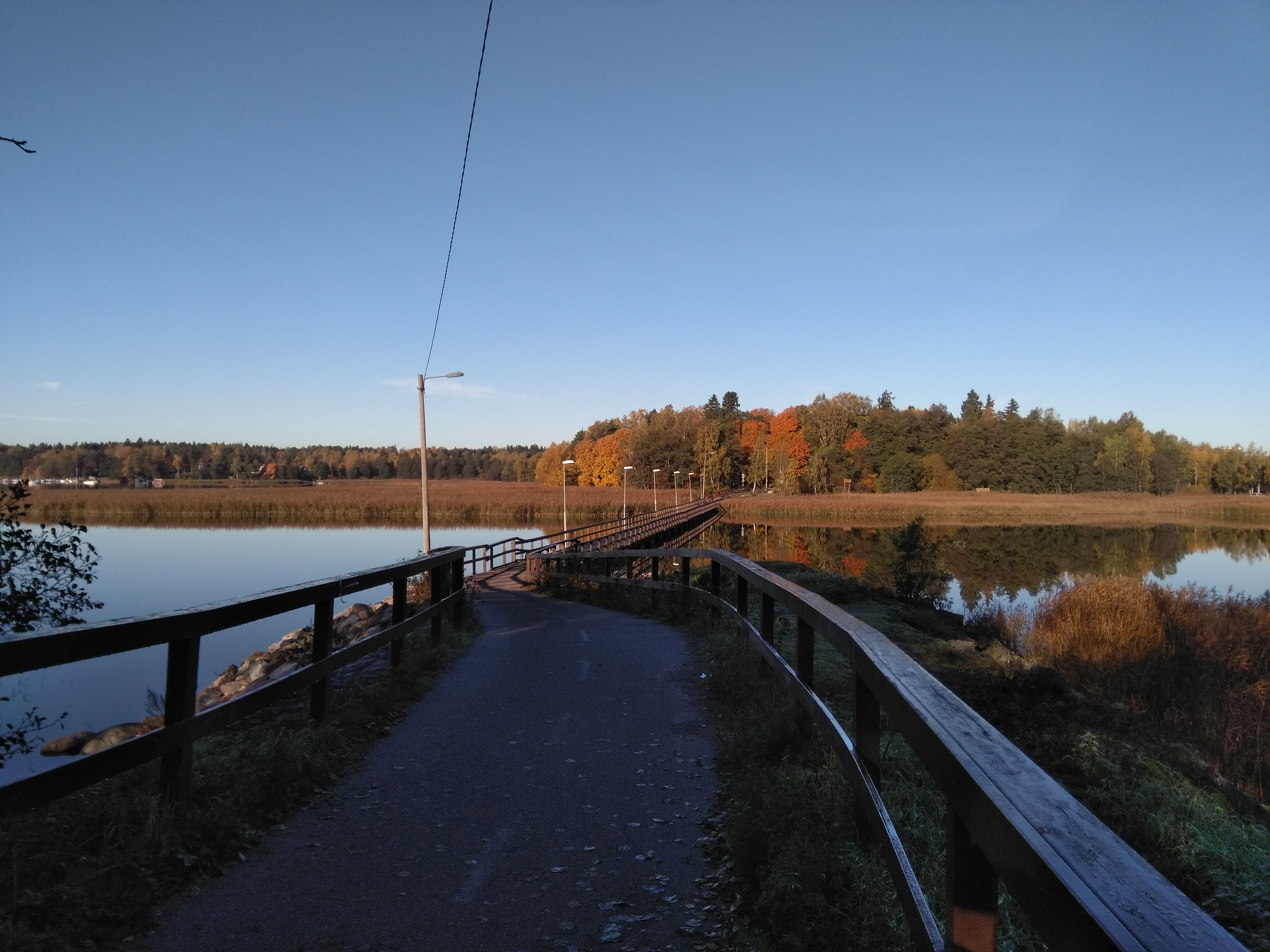
Västra Tarvobron 2018 sedd från Tarvo mot Linudden. Pontonbron var i bruk 1989–2020.

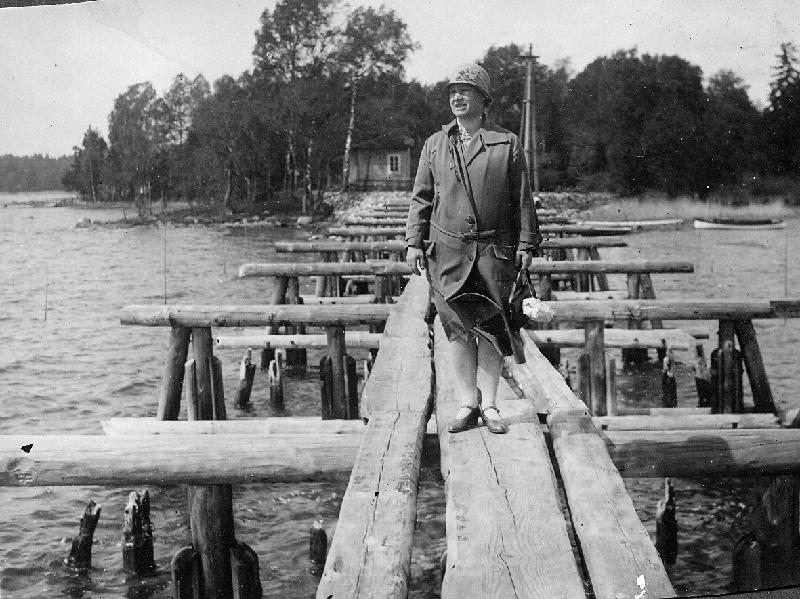
Västra Tarvobron på 1920-talet från Tarvo mot Linudden, den så kallade tre stockars bron.

Västra Tarvobron (finska: Läntinen Tarvonsilta) är en 144 meter lång och 6 meter bred bro mellan Linudden med museet Tarvaspää på fastlandet och holmen Tarvo i Esbo stad i Finland. På östra sidan av Tarvo finns Östra Tarvobron. Bron ligger i Västra Tarvosundet som skiljer Bredviken från Stora Hoplaxviken. Bron är avsedd för gång- och cykeltrafik och är en del av huvudcykelleden från Alberga i riktning Helsingfors centrum.  
Den första bron till Tarvo byggdes 1915 som en del av en kanonväg mellan Munksnäs och Bredvik för den ryska fortifikationslinjen Krepost Sveaborg. Träbrons däck brändes ner våren 1918 under Finska inbördeskriget, men tre rader med stockar placerades ovanpå bropelarna, som klarat branden, för att skapa en förbindelse över sundet. Bron reparerades inte och myndigheterna förbjöd användningen av tre stockars bron med hot om vite i slutet av 1930-talet. En ny bro i trä byggdes 1964 för fotgängare och cyklister, två år efter att motorvägsbron över Tarvo tagits i bruk dryga 100 meter norröver. Träbron förstördes av isen 1988 och ersattes av en pontonbro 1989. Då pontonbron kommit i slutet av sin livscykel ersattes den av en betongbro som togs i bruk i oktober 2020.  